# Lepismium lumbricoides
Lepismium lumbricoides là một loài thực vật có hoa trong họ Cactaceae. Loài này được (Lem.) Barthlott mô tả khoa học đầu tiên năm 1987.